# 吉川温泉
吉川温泉（よかわおんせん）は、兵庫県三木市吉川町吉安（旧国播磨国）にある温泉。地下1,500 mより湧出する温泉は炭酸含有量日本有数の含有量である。道の駅よかわとしても登録された。

## 歴史
- 2002年（平成14年）3月9日 - 日帰り入浴施設の開設。
- 2006年（平成18年）12月4日 - 2002年の開湯にもかかわらずテレビドラマ「水戸黄門」（第36部 - 第18話「若君救った女将の秘宝」）に登場、紹介された[2]。
- 2007年（平成19年）12月5日 - リニューアルオープン。
- 2024年（令和6年）8月7日 - 国土交通省より道の駅第61回登録において、「道の駅よかわ」として施設が登録[3]。
- 2025年（令和7年）4月22日 - 「道の駅よかわ」開駅[4]。

## 泉質

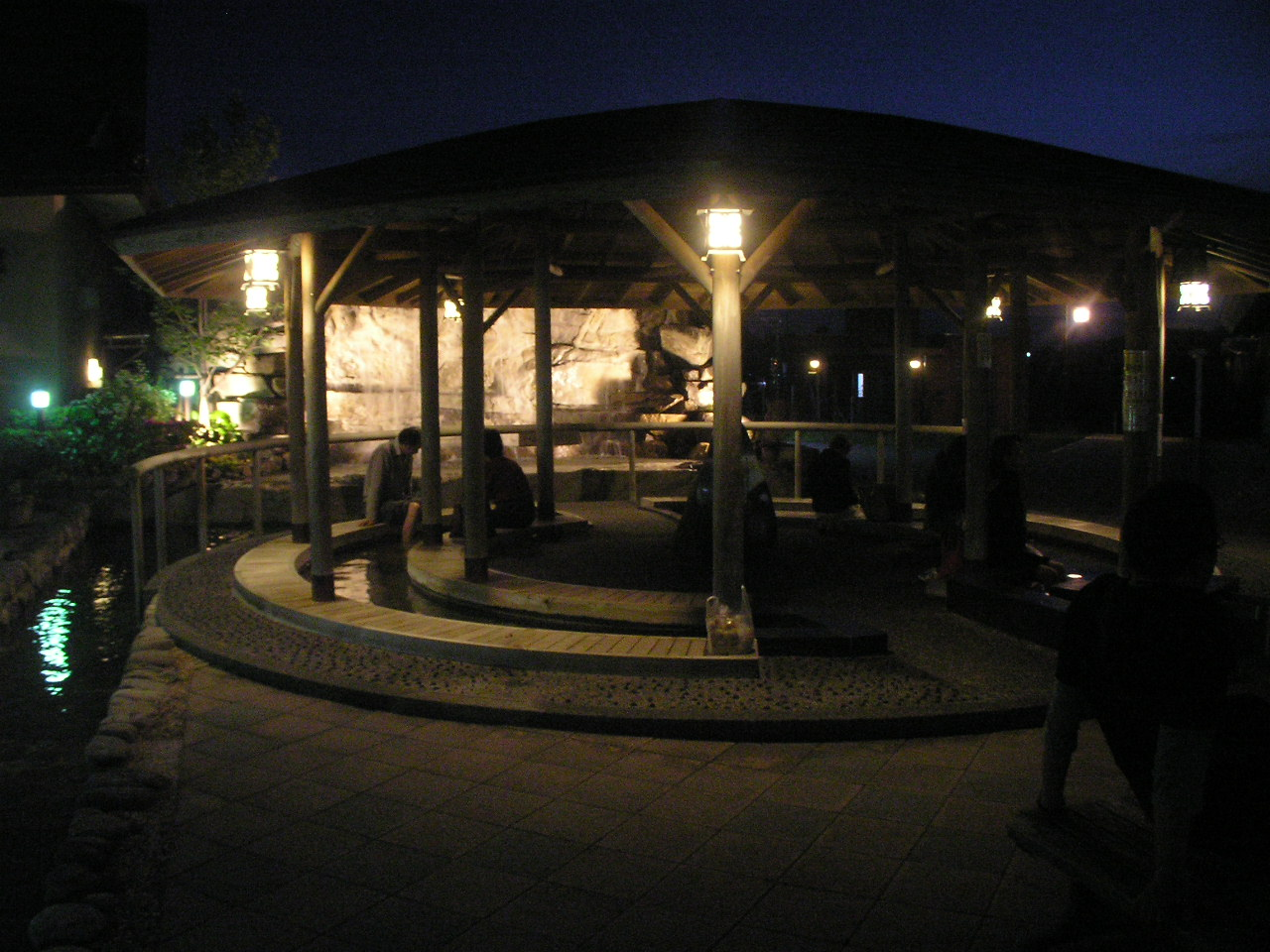
よかたん足湯

- 含二酸化炭素・ナトリウム—塩化物・炭酸水素塩強塩泉[5]
  - 地下1,500 mからのボーリング[1]
  - 源泉温度32.2°C
  - 湧出量毎分50.5 L
  - 蒸発残留物36.49 mg/kg
  - 遊離炭酸含有量2,310 mg/kg（日本有数の含有量である）[1]
  - 飲泉 : 無

## 効能
- 高血圧、動脈硬化症、神経痛、関節痛、筋肉痛、五十肩、関節のこわばり、運動マヒ、うちみ、くじき、慢性消化器病、痔疾、冷え症、きりきず、やけど、慢性婦人病、病後回復期、疲労回復など[5]。

## 温泉地
日帰り温泉施設「吉川温泉よかたん」。また地元の野菜、特産品、地酒の販売の他、山田錦に関する展示のある交流施設、「山田錦の郷」が併設されている。仮設店舗で営業して2025年4月3日リニューアルオープン、情報発信棟を新設して2025年4月22日道の駅として開業した。

### 施設
- 入口に足湯がある。
- お風呂は「幸の湯」と「福の湯」があり、露天風呂、水風呂、源泉風呂など種類が豊富。男湯と女湯は1週間ごとに入れ替わるほか、2つの家族風呂を有する。
  - 「幸の湯」 - 岩を使った屋内大浴場、源泉風呂、水風呂、ドライサウナ、露天には岩で組み上げた滝風呂のほか瓶風呂で構成される。
  - 「福の湯」 - 高野槇の内装の大浴槽、源泉風呂、水風呂、スチームサウナ、露天には大樽風呂、樽風呂で構成される。
  - 家族風呂の木造り（高野槇）「なごみ」と岩造りの「めぐみ」

以上

## 道の駅よかわ
登録路線は三木市道総合福祉センター線で、兵庫県道17号西脇三田線との交差点にあり吉川ICからのアクセスを見込む

### 施設
- 駐車場 236台
- トイレ 46器
- 情報提供・休憩施設
- 観光案内所
- ベビーコーナー
- 公衆無線LAN
- 物販施設
- 温泉施設
- 飲食施設
- 交流館
- EV充電施設

## アクセス

### 鉄道利用
- 新三田駅より神姫バスで約30分。
- 三田駅より神姫バスで約30分。
- 三ノ宮駅より神姫バスで約60分。

吉川図書館前バス停下車。
- 三木市内の神戸電鉄の駅からみっきぃバスよかたん行きが運行（平日祝祭日関係なく毎週日曜日、木曜日のみ）（恵比須駅からの運賃は北播磨総合医療センター・三宮 - 吉安、三宮 - 吉川図書館前までの運賃と同じ950円、ネスタリゾート神戸からの運賃は三宮までの運賃と同じく700円）

よかたん（終点）下車

### 自家用車利用
- E2A 中国自動車道 5-2 神戸三田ICより15分
- E2A 中国自動車道 7 吉川ICより東へ5分